# Meševo
Meševo (cyr. Мешево) – wieś w Serbii, w okręgu rasińskim, w mieście Kruševac. W 2011 roku liczyła 517 mieszkańców.